# Хелм (град)
Хелм (пољ. Chełm) град је у Пољској у Војводству лублинском. По подацима из 2012. године број становника у месту је био 65 897.

## Становништво
| 2012.  |
| ------ |
| 65 897 |

## Партнерски градови
- Зинделфинген
- Ноксвил
- Morlaix
- Луцк
- Ковељ
- Утена